# 가치판단
가치판단(價値判斷)은 사물이나 성질에 관하여 좋다 · 나쁘다 · 멋지다 · 옳다 · 틀렸다 등의 가치를 판단하는 것을 말한다.
가치판단은 비교나 기타 상대론을 바탕으로 사물이나 사람의 옳고 그름, 유용성에 대한 판단이다. 일반화하자면, 가치 판단은 특정 가치 집합이나 특정 가치 체계에 기초한 판단을 의미할 수 있다. 가치 판단의 관련 의미는 짧은 시간 내에 결정을 내려야 했기 때문에 해당 평가가 수행된 제한된 정보를 기반으로 한 신속한 평가이다.

## 같이 보기
- 가치합리적 행위
- 알버트 리츨
- 인신 공격의 오류
- 미학
- 편향
- 평론가
- 문화 상대주의
- 명예훼손
- 규범적
- 이해